# サンミゲル
サン・ミゲル(San Miguel)は、エルサルバドル東部のサン・ミゲル県の県都。
同国で4番目に人口が多く、2016年現在18万9500人である。
町の近郊に標高2129mのサン・ミゲル火山が、そびえ立っている。
ルイス・デ・モスコソ・アルバラードは1530年5月8日に、レンカ王国のチャパラスティケ（美しい蘭の場所）の征服のための拠点として、サン・ミゲル・デ・ラ・フロンテラ（国境の聖ミカエル）の村を設立しました。 1586年までに、村は市の称号を取得しました。

## 人口

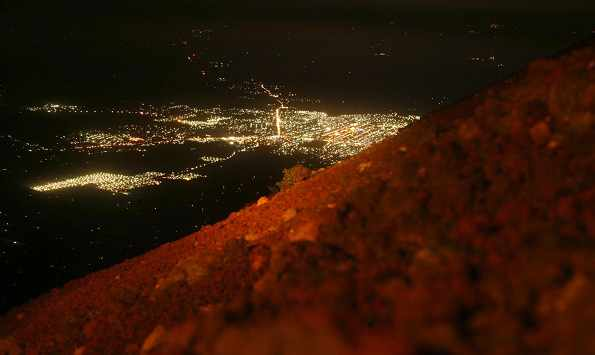
夜のサン・ミゲル市街

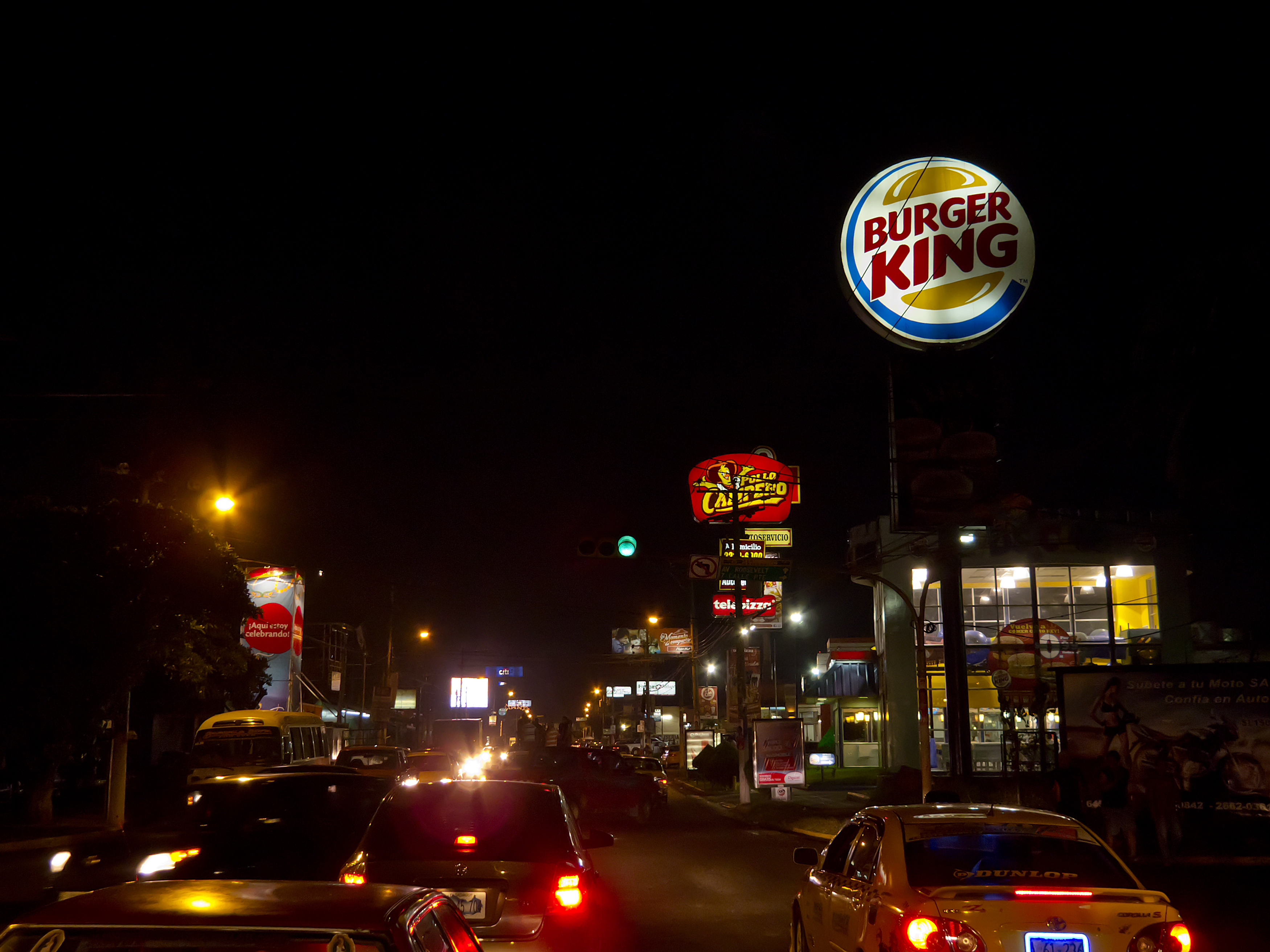
夜のルーズベルト大通り

- 1992年9月27日：12万7696人
- 2007年5月12日：15万8136人
- 2016年6月30日：18万9500人

## 産業
- コーヒー
- 織物
- 化学工業

## 施設
フランシスコ・ガビディア国立劇場（エルサルバドル東部に存在する唯一の本格的劇場）